# Platnicknia
Platnicknia là một chi nhện trong họ Pholcidae.

## Các loài
Các loài trong chi này gồm:
- Platnicknia coxana (Bryant, 1940)
- Platnicknia incerta (Bryant, 1940)